# Oblast Oeljanovsk
De oblast Oeljanovsk (Russisch: Ульяновская область, Oeljanovskaja oblast) is een oblast (bestuurlijke eenheid) van Rusland.
In de oblast leven Russen, Wolga-Tataren, Mordvienen en Tsjoevasjen.

## Geografie
Oeljanovsk grenst met de klok mee aan Mordovië (noordwesten, 145 km), Tsjoevasjië (noorden, 61 km), Tatarije (noordnoordoosten, 259 km), Samara (oosten, 403 km), Saratov (zuiden, 157 km), en Penza (zuidwesten, 229 km).
Grote steden zijn de hoofdstad Oeljanovsk (vroeger Simbirsk geheten) en Dimitrovgrad.
Het Stuwmeer van Samara ligt deels in deze oblast.

## Demografie
| 1926      | 1939      | 1959      | 1970      | 1979      | 1989      | 2002      |
| --------- | --------- | --------- | --------- | --------- | --------- | --------- |
| 1.276.000 | 1.183.000 | 1.117.000 | 1.225.000 | 1.270.000 | 1.401.000 | 1.382.800 |

## Politiek
De gouverneur van de Oblast Oeljanovsk is Sergej Morozov, die in het nieuws kwam toen hij, in een poging om de negatieve demografische ontwikkeling in zijn oblast te keren, zijn ondergeschikten in september 2006 promotie aanbood als ze voor 12 juni 2007 (onafhankelijkheidsdag) een kind zouden hebben. Ook gaf hij opdracht aan alle ondergeschikten die jonger dan 40 jaar waren om hun bureau eerder te verlaten en "kinderen te maken" met de woorden "Ga naar huis naar je geliefde, relax en laat de natuur haar werk doen".